# Divisi Tiga 2010 (afdeling Molukken)
Het seizoen 2010 van het Moluks afdelingskampioenschap van de Indonesische Divisi Tiga was het achtste seizoen in het bestaan van deze regionale voetbaldivisie. De voetbalcompetitie, georganiseerd door de PSSI, is het derde voetbalniveau van Indonesië en het hoogste provinciaals niveau van de Molukken. 

## Eindstand
| Positie | Club              | WG | W | G | V | P  | Kwalificatie |
| 1       | FC Nusa Ina       | 4  | 4 | 0 | 0 | 12 | Kampioen     |
| 2       | FC Virgin         | 4  | 3 | 0 | 1 | 9  |              |
| 3       | Pengcab Ambon     | 4  | 2 | 0 | 2 | 6  |              |
| 4       | Ambon Putra       | 4  | 1 | 0 | 3 | 3  |              |
| 5       | Persilaki Samlaki | 4  | 0 | 0 | 4 | 0  |              |

2002 · 
2003 ·
2004 ·
2005 ·
2006 ·
2007 ·
2008 ·
2009 ·
2010 ·
2011 ·
2012 ·
2013 ·
2014 ·
2015 ·
2016 ·
2017 ·
2018 ·
2019 ·
2020 ·
2021 ·
2022 ·
2023 ·